# Hunsuru, Tirumakudal Narsipur
Hunsuru là một làng thuộc tehsil Tirumakudal Narsipur, huyện Mysore, bang Karnataka, Ấn Độ.